# Fischland

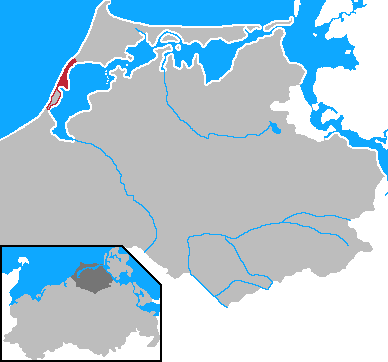
Het historische Fischland (rood gemarkeerd) is het gebied tussen de Permin en de Loop, op moderne kaarten reikt Fischland verder naar het zuiden (rood omrand)

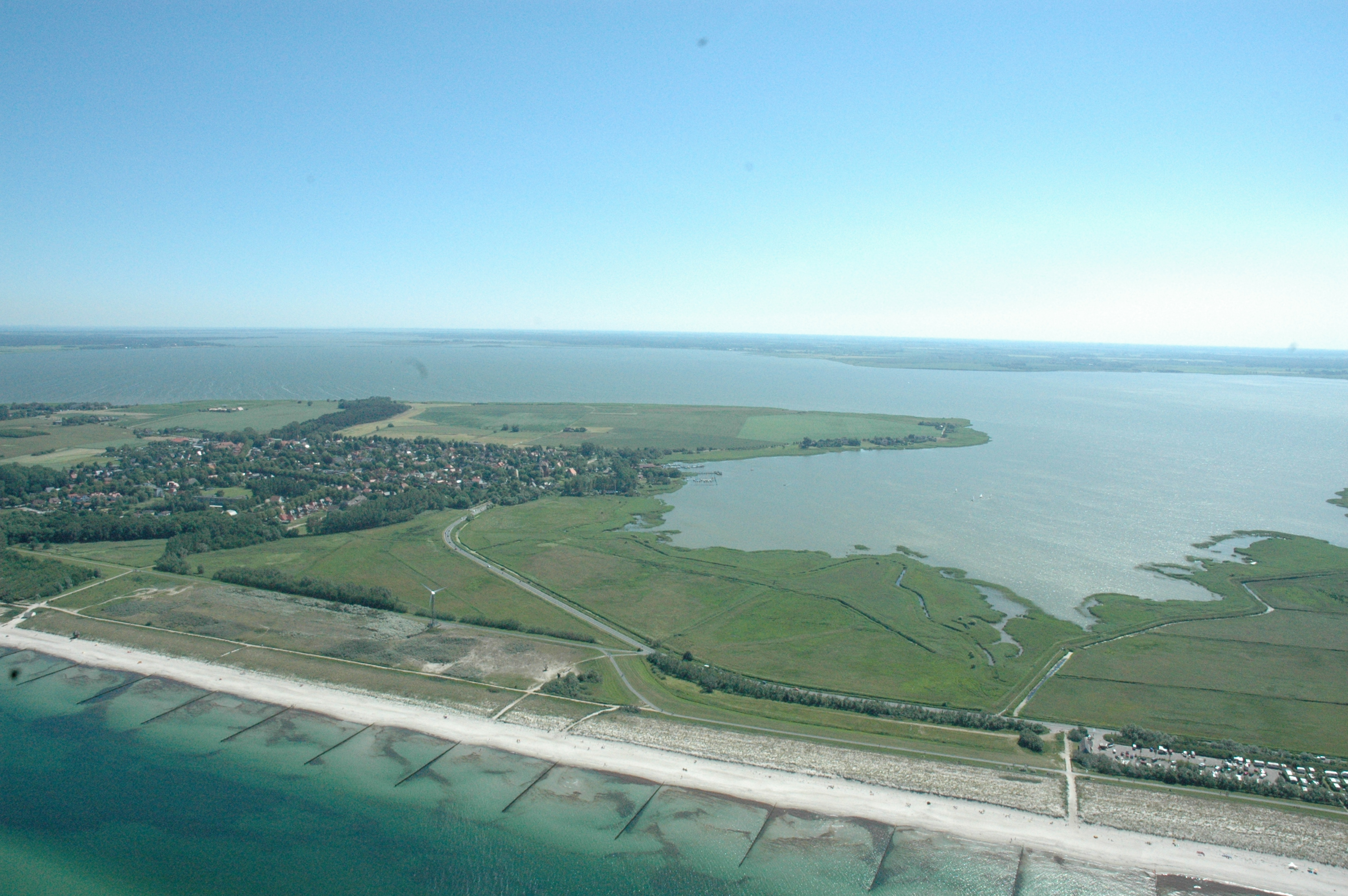
De smalste plek van Fischland nabij Wustrow (het noorden is links): van het Oostzeestrand naar de kant van de Permin is het ca. 400 m.

Fischland is een landengte aan de zuidelijke Oostzeekust van de Mecklenburgerbocht en onderdeel van het schiereiland Fischland-Darß-Zingst. Het behoort tot het landsdeel Mecklenburg. De grens loopt langs de Grenzweg in Ahrenshoop.

## Geografie
In de tijd dat Fischland nog een eiland was, werd het begrensd door twee vaargeulen die bevaarbaar waren tot de 14e eeuw: de Permin in het zuiden en de Loop in het noorden. De voormalige ligging van de Loop markeert ook de grens tussen Mecklenburg en Voor-Pommeren. Ten laatste vanaf 1835 worden ook de stadsweiden van Ribnitz ten zuiden van Wustrow bij Fischland gerekend, meestal worden Dierhagen en de noordrand van het bos van Ribnitz als zuidgrens beschouwd. Dit gebied wordt ook "Laag Fischland" genoemd. In het noordwesten en zuidoosten zijn de grenzen het actieve klif (Hohes Ufer) en het vlakke strand aan de Oostzee ofwel de waterkant van de Saaler Bodden. Fischland, dat zich van het zuidwesten naar het noordoosten uitstrekt, is 5 km tot 8,5 km lang (afhankelijk van het verloop van de grens) en tussen 400 m en 2,5 km breed.

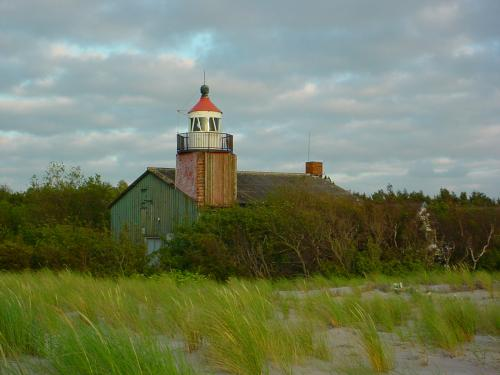
Lichtbaken op Laag Fischland

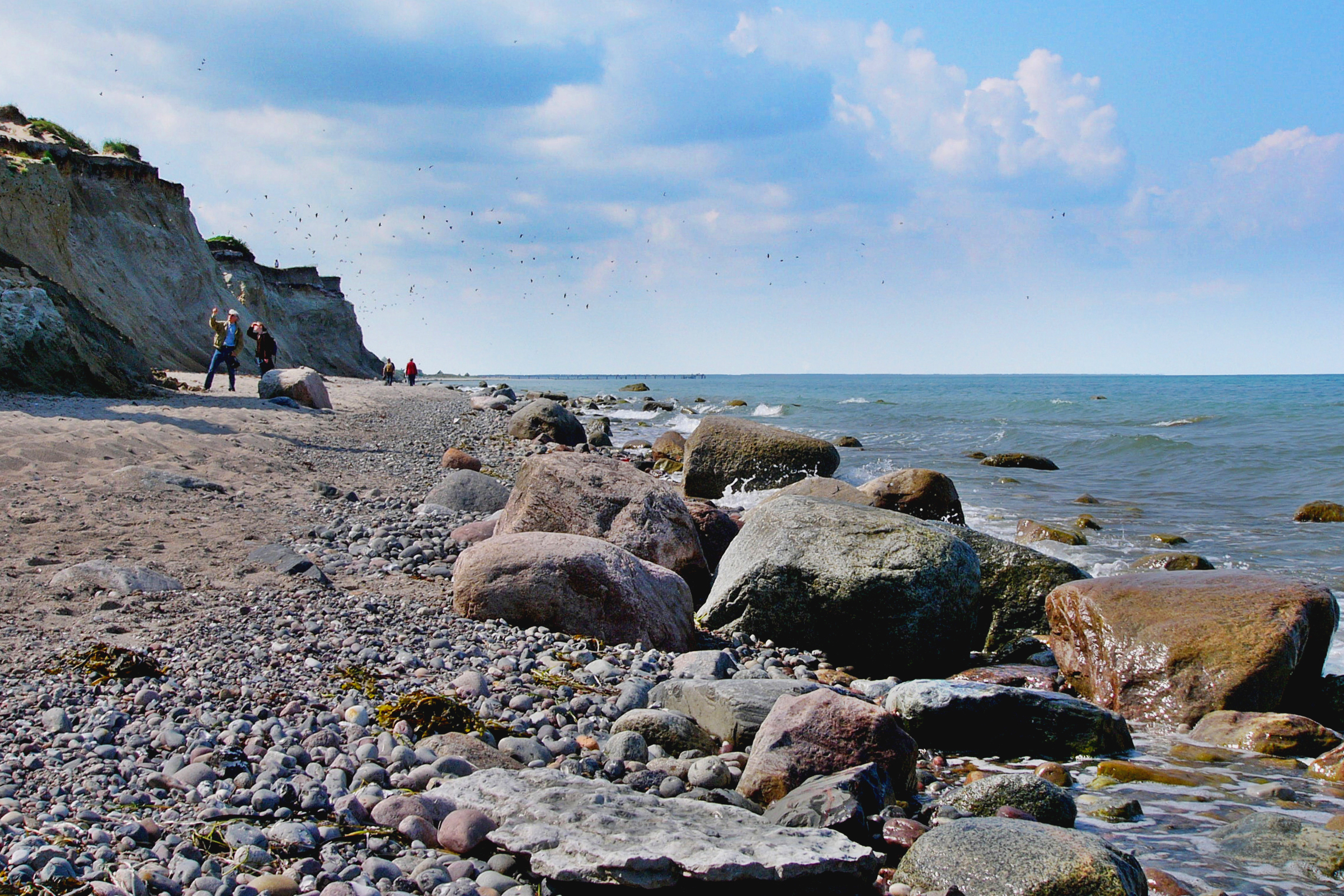
De steile kust ten zuiden van Ahrenshoop met een kolonie van oeverzwaluwen

Het hoogste punt van Fischland is de Bakelberg met 17,9 m nabij de steile oever Althagen/Niehagen.
Maar vier plaatsen liggen volledig op Fischland: de wijken Althagen en Niehagen in Ahrenshoop en de gemeente Wustrow met de wijk Barnstorf. Deze plaatsen lopen tegenwoordig voor het grootste deel in elkaar over. Het oude, noordelijke deel van het dorp Ahrenshoop, dat bekend werd als vakantieoord en woonplaats voor artiesten, ligt niet meer op Fischland, maar op de Vordarß en dus in Voor-Pommeren.

## Van eiland tot landengte
De Pleistocene kern van Fischland ("Hoog Fischland"), die gelijk is aan het historische eiland, bestaat uit smeltwaterzanden en till uit het Weichselien. In het verloop van het latere Holoceen (vanaf ca. 5000 v. Chr.) hebben Fischland en het omringende kustgebied zware veranderingen door stroming, golving en wind ondergaan. Zo ontstond enerzijds de steile kust aan de Oostzeekant door erosie en anderzijds groeiden de landvlakken ten noorden en ten zuiden van het oorspronkelijke Fischland door aggradatie, zodat langzaamaan landverbindingen naar Darß en het vasteland ontstonden.
In 1392 of 1393 verwoestten 1000 mannen uit de Hanzestad Rostock de haven van Ahrenshoop en "verdamden" de Loop, doordat patriciër uit deze stad een zeehaven bij Darß als bedreiging voor hun handelprivileges zagen, incl. hun vruchtgebruik aan de activiteiten van de Victualiënbroeders. Omstreeks 1400 lieten de Stralsunders drie schepen zinken in de Permin waarna de vaargeul dichtgelegd werd. De Loop ("Darßer Kanal") bleef waarschijnlijk nog tot aan de tweede helft van de 15e eeuw permanent open. Zware stormvloeden braken de landengtes daarna ook steeds weer open: aantoonbaar is dat de Loop in 1625, in 1761 en in 1872 opengebroken werd, de Permin in 1786, in 1872 en in 1875.
Nog steeds nemen stormen gemiddeld een halve meter per jaar weg van de Oostzeekust van Fischland, om het verder noordelijk weer neer te slaan aan Darßer Ort.